# John Aikin
John Aikin (Kibworth Harcourt, 15 gennaio 1747 – Stoke Newington, 7 dicembre 1822) è stato uno scrittore inglese.
Medico, scrisse numerosi libri che ebbero molta voga insieme alla sorella, Anna Laetitia Barbauld.

## Opere

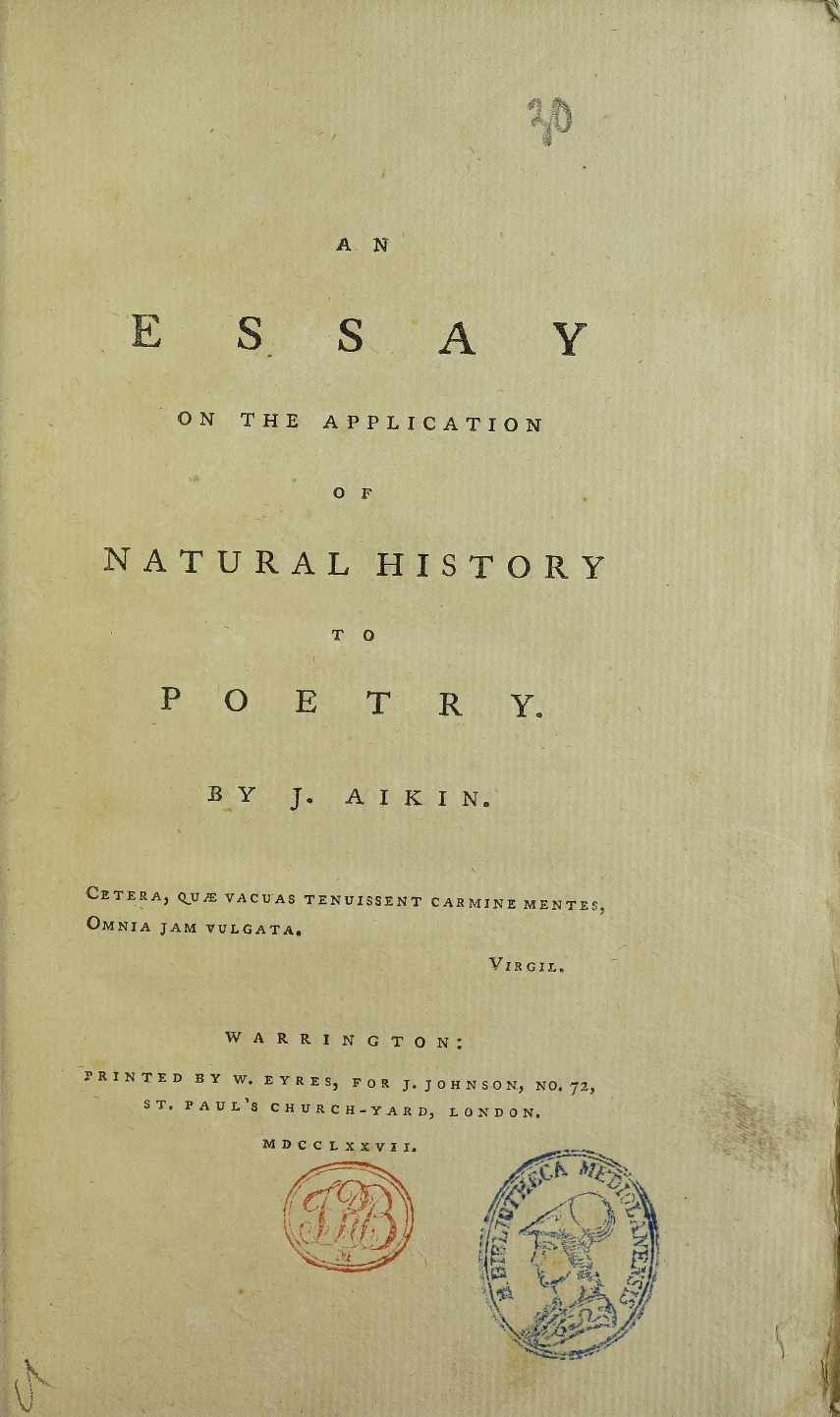
Essay on the application of natural history to poetry, 1777

- (EN) Essay on the application of natural history to poetry, Warrington, William Eyres, 1777.
- Evenings at home, 1792-1795.
- General biography (10 volumi), 1799-1815.